# Hepomidion stygicum
Hepomidion stygicum là một loài bọ cánh cứng trong họ Cerambycidae.